# Konotop
Konotop (ukrainisch und russisch Конотоп anhörenⓘ [kon̪oˈt̪ɔp]) ist eine Stadt in der Oblast Sumy im Nordosten der Ukraine mit etwa 70.000 Einwohnern (2025).

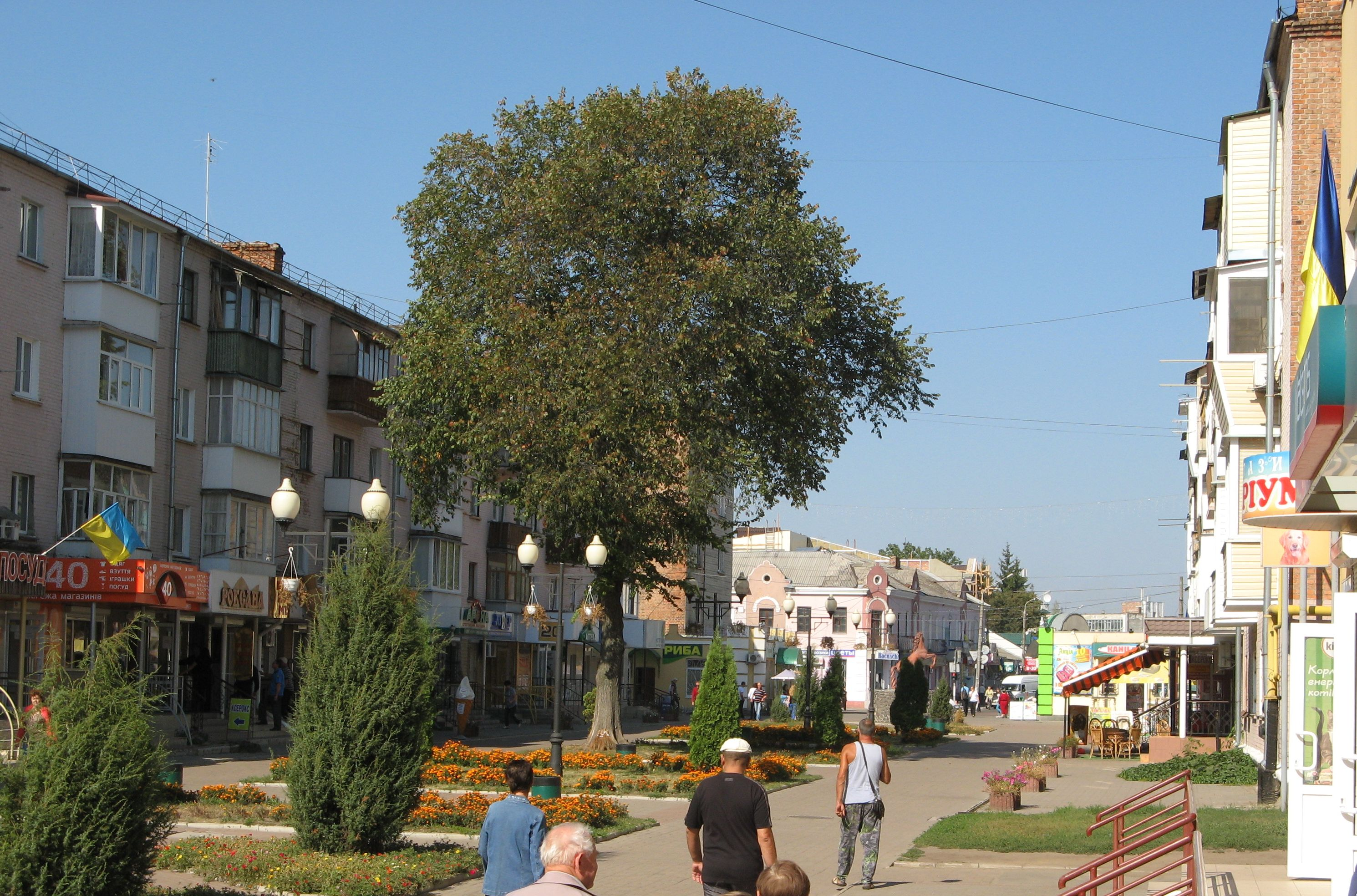
Fußgängerzone in Konotop

## Geographie

### Lage
Die Stadt liegt 137 Kilometer nordwestlich der Oblasthauptstadt Sumy und ist das Verwaltungszentrum des Rajon Konotop sowie ein bedeutendes Verkehrszentrum.

### Verwaltungsgliederung
Am 13. Juni 2019 wurde die Stadt zum Zentrum der neugegründeten Stadtgemeinde Konotop (Конотопська міська громада/Konotopska miska hromada). Zu dieser zählen auch die 3 Dörfer Kalyniwka, Lobkiwka und Pidlypne, bis dahin bildete sie in den gleichen Grenzen die gleichnamige Stadtratsgemeinde Konotop (Конотопська міська рада/Konotopska miska rada) unter Oblastverwaltung im Westen des ihn umgebenden Rajons Konotop.
Am 17. Juli 2020 kam es im Zuge einer großen Rajonsreform zum Anschluss des Rajonsgebietes an den Rajon Konotop.
Folgende Orte sind neben dem Hauptort Konotop Teil der Gemeinde:
| Name                                    | Name                             | Name                                                                |
| ukrainisch transkribiert                | ukrainisch                       | russisch                                                            |
| --------------------------------------- | -------------------------------- | ------------------------------------------------------------------- |
| Kalyniwka (bis 2016 Komsomolska Komuna) | Калинівка (Комсомольська Комуна) | Калиновка (Kalinowka)/Комсомольская Коммуна (Komsomolskaja Kommuna) |
| Lobkiwka                                | Лобківка                         | Лобковка (Lobkowka)                                                 |
| Pidlypne                                | Підлипне                         | Подлипное (Podlipnoje)                                              |

## Geschichte
Die Siedlung Nowoselyci (Neusiedlung) wurde am Anfang des 17. Jahrhunderts von ukrainischen Kosaken gegründet. Erstmals 1634 urkundlich erwähnt, wurde 1642 eine polnische Festung gebaut und nach dem Fluss Konotopka (zu deutsch Pferdemoor) benannt. Im Jahr 1659 fand hier die Schlacht bei Konotop beim Dorf Schapowaliwka statt. In dieser Schlacht siegte der Kosaken-Hetman Iwan Wyhowskyj, der sich im Russisch-Polnischen Krieg auf die Seite der Polen gestellt hatte, gemeinsam mit den verbündeten Krimtataren über ein russisches Heer, dessen Hauptmacht daraufhin die Belagerung Konotops abbrechen musste. Auf beiden Seiten kämpften je etwa 100.000 Soldaten.
1782 erhielt Konotop die Stadtrechte. 1897 lebten in der Stadt 18.770 Einwohner, darunter 54,8 % Ukrainer, 23,5 % Russen, 19,0 % Juden, 1,4 % Weißrussen, 0,7 % Polen und 0,35 % Deutsche.
Andere Quellen nennen für 1897 4426 (23,5 %) jüdische Einwohner; zu Beginn des 19. Jahrhunderts waren es erst 80, 1939 noch 3941 (8,6 %), 1959 etwa 1600 (3,5 %), 2017 noch etwa 100.
1881 kam es zu einem Pogrom gegen die jüdische Stadtbevölkerung, obwohl diese als gut assimiliert galt. Es gab einen Toten, viele Häuser wurden zerstört. 1923 wurde die Synagoge geschlossen.
Im Zweiten Weltkrieg war die Stadt von Anfang September 1941 bis zum 6. September 1943 von deutschen Truppen besetzt und Sitz einer Feldkommandantur. In dieser Zeit wurden mindestens 1000 Juden ermordet.
Nachdem die Stadt in den 1980er Jahren noch ein starkes Bevölkerungswachstum von 82.278 (1979) auf 95.549 Einwohner (1989) verzeichnet hatte, verlor sie seit der Transformationskrise etwa 5 % ihrer Einwohner.
Am 25. Februar 2022 wurde die Stadt im Rahmen der russischen Invasion der Ukraine von russischen Truppen, die bis in die Umgebung von Browary östlich von Kiew vorstießen, eingeschlossen. Ein erster Eroberungsversuch mit heftigen Kämpfen am 25. Februar schlug fehl. Am 2. März traten die Belagerer unter Androhung des Beschusses mit der Stadtverwaltung in Verhandlungen, die mit der Einigung endeten, dass die ukrainische Stadtverwaltung bestehen bleiben darf, aber gegenseitige Kampfhandlungen eingestellt werden und Durchfahrt und Infrastruktur auch russischen Soldaten offensteht. Nach dem Rückzug der russischen Armee aus der Umgebung von Kiew und dem Nordosten der Ukraine befanden sich laut einem Parlamentsmitglied am 3. April keine Russen mehr in Konotop und am 4. April berichtete die ukrainische Armee das Ende der russischen Blockade von Konotop. Aus den Ortschaften des umgebenden Rajons Konotop, in denen russische Besatzungstruppen stationiert waren, berichtete die ukrainische Verwaltung der Oblast Sumy am 5. April 2022, dass von drei gefolterten und getöteten Zivilisten die Überreste gefunden wurden.

## Wirtschaft und Verkehr
Wirtschaftlich ist insbesondere der Maschinenbau von Bedeutung, gefolgt von der Leicht- und Nahrungsmittelindustrie. Unter Leitung des Verteidigungsministeriums steht der Betrieb Aviacon, der Armeehubschrauber wartet und repariert.
Konotop ist ein wichtiger Eisenbahnknotenpunkt. Von dort besteht Anschluss in Richtung Bachmatsch/Kiew, Brjansk und Sumy/Belgorod. Ein wichtiger Bestandteil im öffentlichen Personennahverkehr der Stadt ist die Straßenbahn Konotop.

## Persönlichkeiten aus Konotop
- Stepan Radtschenko (1869–1911), russischer Sozialdemokrat und Revolutionär
- Bernard Meninsky (1891–1950), britischer Maler, Zeichner und Kunstlehrer
- Jisra’el Bar Jehuda (1895–1965), israelischer Politiker
- Olha Schurawljowa (* 1936), Schauspielerin und Dichterin
- Michail Gerasijewitsch Mamiaschwili (* 1963), sowjetischer Ringer und russischer Ringer-Funktionär
- Inna Suprun (* 1983), Biathletin
- Maryna Anzybor (* 1987), Skilangläuferin
- Wiktorija Olech (* 1993), Skilangläuferin
- Artur Felfner (* 2003), Speerwerfer